# دنیل هنی
 دنیل هنی (به کره‌ای:다니엘 헤니 به انگلیسی: Daniel Henney) (زاده ۲۸ نوامبر ۱۹۷۹ در ایالت میشیگان) بازیگر و مدل امریکایی است.
او به دلیل بازی در مجموعه تلویزیونی سام سون شناخته شد.